# Antwoordlied
Een antwoordlied is een lied dat een antwoord vormt op een ander lied, meestal met als voornaamste doel om mee te liften op het succes van dat lied of om commentaar te geven op de inhoud ervan.

## Voorbeelden
- I Don't Talk Too Much van Martha Carter (antwoord op You Talk Too Much van Joe Jones).
- Yes I'm lonely tonight van Linda Lee (antwoord op Are you lonesome tonight? van Elvis Presley).
- He'll have to stay van Jeanne Black (antwoord op He'll have to go van Jim Reeves).
- Ja was jij maar bij moeder thuisgebleven van Paula Dennis (antwoord op Och was ik maar bij moeder thuisgebleven van Johnny Hoes).
- Ajax is niet dood van Johnny Jordaan en Tante Leen (antwoord op Ajax is dood...! van Gerard Cox).
- Heintje (Bau Ein Schloss Für Mich) van Wilma (antwoord op Ich bau dir ein Schloss van Heintje).
- Willy Alberti bedankt van André van Duin (antwoord op Juliana bedankt van Willy Alberti).
- James Brown is still alive van Holy Noise (antwoord op James Brown is Dead van L.A. Style). Hierop volgden later de antwoordliederen Who the fuck is James Brown? van Traumatic Stress, Vater Abraham Ist Tot van 7 Sons, Michael Jackson Is In Heaven Now van Obscure FM en Helmut Kohl Ist Tot van George Kranz.
- Rock and Roll Is Alive! (And It Lives in Minneapolis) van Prince (antwoord op Rock and Roll Is Dead van Lenny Kravitz).
- Oh, Neil van Carole King (antwoord op Oh! Carol van Neil Sedaka).
- Fuck You Right Back van Frankee (antwoord op F**k It (I Don't Want You Back) van Eamon).
- Sweet home Alabama van Lynyrd Skynyrd (antwoord op Southern man en Alabama van Neil Young).
- Who the fuck is captain Jack van Major K. (antwoord op Captain Jack van Captain Jack).
- Queen of the House van Jody Miller (antwoord op King of the Road van Roger Miller).
- Braakwater van Osdorp Posse (antwoord op Spraakwater van Extince).
- Kaal of kammen van Extince (antwoord op Braakwater van Osdorp Posse).
- California Gurls van Katy Perry (antwoord op Empire State of Mind van Alicia Keys & Jay-Z).
- Ben d'r helemaal klaar voor van Blunt Axe (antwoord op Get ready for this van 2 Unlimited).
- The Dawn of Correction van The Spokesmen (antwoord op Eve of Destruction van Barry McGuire).
- De Don feat. Meester G. van de Nederlandse minister van Justitie Piet Hein Donner als antwoord op Da's toch dope man van burgemeester Gerd Leers van Maastricht.
- On My Mind van Ellie Goulding wordt door sommige critici gezien als antwoord op Don't van Ed Sheeran.

## Here's the Answer
- Het studioalbum Here's the Answer van countryzangeres Skeeter Davis (opgenomen in 1960, uitgebracht in 1961) bevat in totaal 12 nummers: zes liedjes en zes antwoorden (waaronder een aantal covers van andere artiesten).[1]